# Totally Out of the Woods: The BBC Sessions
Totally Out of the Woods: The BBC Sessions è una raccolta del gruppo Rock progressivo Gentle Giant, uscito nel 2000, è un'edizione ampliata di "Out Of The Woods" del 1996, con tre brani aggiuntivi.

## Tracce
- Disco 1
  1. City Hermit
  2. Isn't It Quiet and Cold?
  3. DJ's Presentation
  4. Advent of Panurge
  5. Way Of Life
  6. Runaway

- Disco 2
  1. Knots
  2. Boys In The Band
  3. Organ Bridge
  4. Advent of Panurge
  5. Way Of Life
  6. Proclamation
  7. Experience
  8. Aspirations
  9. Cogs in Cogs
  10. Free Hand
  11. Just the Same
  12. Free Hand
  13. On Reflection